# Opération Jaguar
Pour le film de Bruno Corbucci, voir Flics en jeans.
Série Commissaire Betti
Opération Casseurs
(1976)
Pour plus de détails, voir Fiche technique et Distribution.

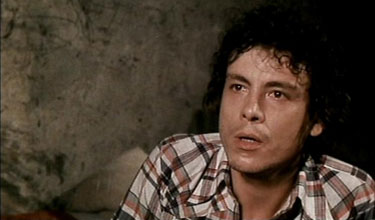

Opération Jaguar ou Flic en jean (Italia a mano armata) est un poliziottesco réalisé par Marino Girolami et sorti en 1976. 
Après Rome violente (1975) et Opération Casseurs (1976), c'est le dernier film de la trilogie du commissaire Betti à la chevelure blonde et aux méthodes expéditives. Il se déroule cette fois dans l'Italie du nord (Turin, Gênes et Milan). 
En France, ce film se vit refuser un visa d'exploitation en 1979.

## Synopsis
Des criminels accomplissent plusieurs coups audacieux : braquage à la Banque de Turin,  prise en otage d'un autocar scolaire, etc. Le commissaire Betti est persuadé qu'un truand de grande envergure, Albertelli, est derrière tous ces crimes. Tandis que les cadavres s'accumulent, il décide de le faire tomber.

## Fiche technique
- Titre original : Italia a mano armata (litt. « l'Italie à main armée »)
- Titres français : Opération Jaguar (titre principal) ; Flic en jean ;  L'Italie à main armée ; Brigade spéciale en action (titres secondaires)[2]
- Réalisation : Marino Girolami (sous le nom de Franco Martinelli)
- Scénario : Vincenzo Mannino  avec la collaboration de Gianfranco Clerici et  Leila Buongiorno
- Décors : Antonio Visone
- Costumes : Silvana Scandariato
- Photographie : Fausto Zuccoli
- Musique : Franco Micalizzi
- Production : Edmondo Amati (en) (non crédité)
- Société de production : New Film Production
- Société de distribution : Fida Cinematografica (Italie)
- Pays :  Italie
- Langue : italien
- Genre : poliziottesco
- Format : Couleur (Telecolor) - 35 mm - 1,85:1 - son mono (Westrex Recording System)
- Durée : 101 min.
- Dates de sortie : 
  - Italie : 27 novembre 1976
  - France : interdit en 1979[1],[2]

## Distribution
- Maurizio Merli (VF: Daniel Gall) : le commissaire Betti
- Raymond Pellegrin : le commissaire Arpino
- Aldo Barberito (VF: René Bériard) : Ferrari
- Mirella D'Angelo : Luisa
- John Saxon : Jean Albertelli
- Dino Mattielli : Attardi
- Marcello Monti : Torri
- Sergio Fiorentini(VF: Marc De Georgi) : Mancuso
- Stelio Candelli (VF: Edmond Bernard) : Forestier
- Carlo Valli : Rocchi
- Toni Ucci  : (VF: Claude Joseph) Raffaele Cacace
- Daniele Dublino (VF: Roger Crouzet) : Luzi
- Franco Borelli : Bertoli
- Fortunato Arena (VF: Jacques Ferrière) : Morel

## Bande originale
- The Criminal Gang
- A Dirty Trick
- The Cruel Kidnapper
- Hunting the Gang
- The False Hostage
- Temptation and Siege
- The Child and the Sister
- Hard Falling
- The Pleasant Visit
- A Man Before Your Time
- Shall We Dance?
- A Nosy Guy
- Too Much Nosy
- Death In the Cave
- The No-Peace Pursuit
- A Tree Could Hurt
- A Snare for Betti
- An Angel, a Devil
- Damned Bricks
- Machinegun Gang
- Black and White Ending
- The Criminal Gang
- Tiny Armed Suite
- Detecting the Boss